# عاطفه ریاضی
عاطفه ریاضی شهروند آمریکایی متولد ایران است و در ماه مه ۲۰۱۳ توسط بان کی‌مون، دبیرکل سازمان ملل متحد، به عنوان رئیس فناوری اطلاعات سازمان ملل متحد منصوب شد.
ریاضی فعالیت حرفه‌ای خود را در سازمان حمل و نقل شهر نیویورک آغاز کرده و در طی ۱۶ سال گذشته دارای پست‌های مهمی از جمله رئیس دفتر اطلاعات و مسئول اجرای «کارت مترو» در شهر نیویورک بوده‌است. او از سال ۲۰۰۹ به عنوان مسئول ارشد سازمان مسکن شهر نیویورک مسئولیت طراحی و اجرای فناوری ساختمان‌های هوشمند و شیوه‌هایی که موجب کاهش دادن هزینه‌ها می‌شوند را بر عهده داشته‌است. او همچنین به عنوان جانشین مدیرعامل مسئول اجرای کلیه طرح‌ها بوده‌است. ریاضی پیش از همکاری با سازمان مسکن رئیس جهانی بخش اطلاعات و شریک ارشد در دفتر وکالت «اوگیلوی و ماتر» بود و در آنجا مسئول اجرای امور فناوری، شبکه‌ها و مراکز اطلاعات بوده‌است.